# Lienella pulchrator
Lienella pulchrator är en stekelart som först beskrevs av Morley 1926.  Lienella pulchrator ingår i släktet Lienella och familjen brokparasitsteklar. Inga underarter finns listade i Catalogue of Life.